# Łęgowskie
Łęgowskie (niem. Wilhelmsthal) – osada wsi Nietoperek w Polsce, położona w województwie lubuskim, w powiecie międzyrzeckim, w gminie Międzyrzecz. Wchodzi w skład sołectwa Nietoperek.
W latach 1975–1998 osada administracyjnie należała do województwa gorzowskiego.